# Seohyun
Seo Joo-hyun (en hangul, 서주현; en hanja, 徐珠玄; Seúl, 28 de junio de 1991), más conocida por su nombre artístico Seohyun (en hangul, 서현), es una cantante, bailarina, modelo, actriz y compositora surcoreana. Ella forma parte del grupo femenino Girls' Generation y TTS.

## Vida y carrera

### 1991-2009: Primeros años e inicios de carrera
Seohyun nació bajo el nombre de Seo Ju-hyun el 28 de junio de 1991, en Seúl. Su madre era presidenta en una escuela de piano y Seohyun aprendió a tocar el piano, así como el violín y los tambores tradicionales de Corea a una temprana edad. También aprendió equitación y patinaje. Sus padres no la animaron a convertirse en una celebridad, pero Seohyun les acredita como los que ayudaron a elegir su trayectoria dejando sus experiencia en diferentes cosas.
Cuando Seohyun estaba en quinto grado, fue descubierta por un cazatalentos mientras viajaba en el metro. Ella cantó canciones de su niñez para su audición en S.M. Entertainment y fue aceptada como aprendiz. Dana, ex-instructora vocal de Seohyun, señaló que había sido una estudiante testaruda, alguien que podría haber contestado amablemente después de ser dicho para corregir un problema y luego no cambia nada después. Dana explicó: «Ese tipo de terquedad es lo que constituye el encanto único de Seohyun de Girls' Generation hoy». Seohyun citó a BoA, S.E.S y Fin.K.L como sus mayores influencias en convertirse en cantante expresando: «Me pareció que era fresco para mostrar y comunicar las emociones a través de las canciones». En agosto de 2007, Seohyun hizo su debut oficial como la miembro más joven del grupo Girls' Generation. El grupo ganó popularidad  después del lanzamiento de su sencillo «Gee» en 2009. En una entrevista de 2011, Seohyun recordó sus días de entrenamiento como recuerdos «felices y reconfortantes».

### 2009-2016: TTS y actuación musical

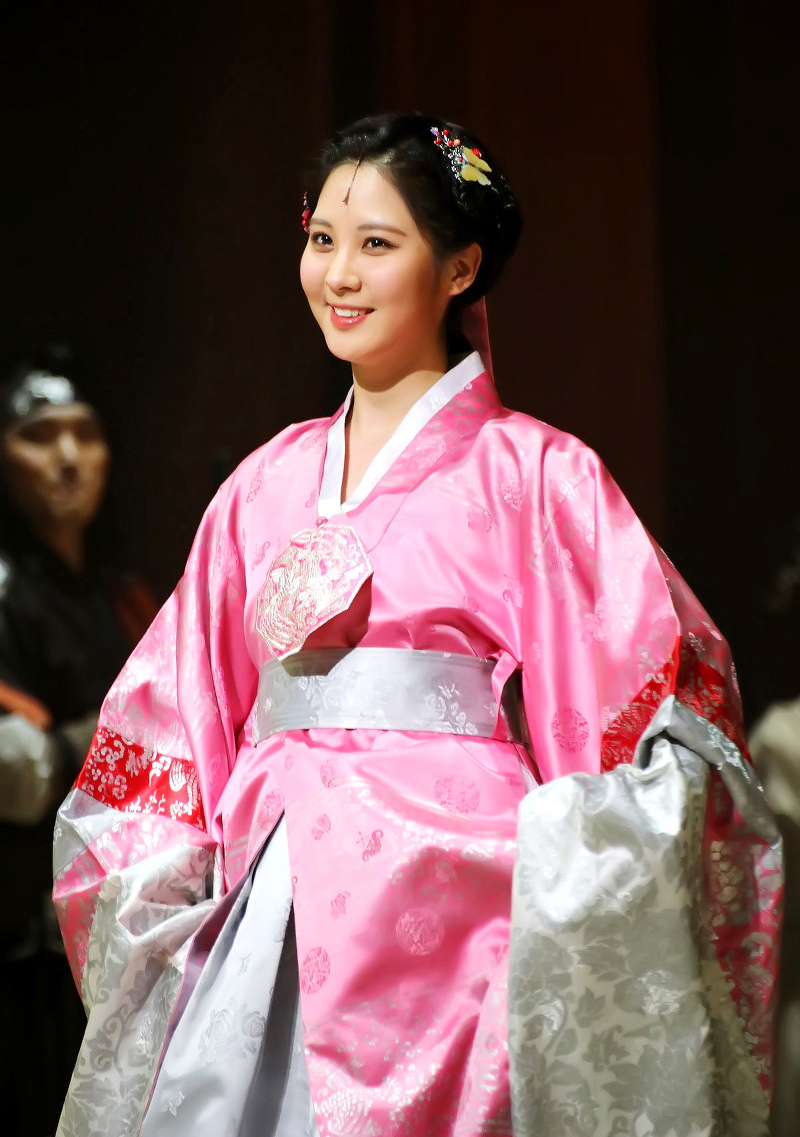
Seohyun interpretando en la obra teatral Moon Embracing the Sun en 2014

Los primeros trabajos en solitario de Seohyun, fueron en su mayoría canciones grabadas para proyectos y bandas sonoras. Aunque no lograron mucho éxito comercial; su dúo titulado «JjaLaJaJJa» con el cantante veterano Joo Hyun Mi fue nominado en la categoría «Música Trot del Año» en los premios Mnet Asian Music Awards de 2009. En 2010-2011, Seohyun apareció en la segunda temporada de We Got Married de MBC, junto a Yonghwa de CNBLUE. Ambos retrataron lo que sería la vida si estuvieran casados. Además, Seohyun fue elegida como actriz de voz para la versión coreana de la película de animación Despicable Me (2010) y su secuela Despicable Me 2 (2013). Seohyun dio voz al personaje de Edith, quien es conocida por su actitud rebelde.

«A pesar de que no se puede entender el idioma del otro, ya pesar de que no se vean por igual, pueden convertirse en uno. Aunque el idioma, la comida, y la cultura es diferente, pueden conectarse y convertirse en uno a través de la música. Y que la felicidad se hace más grande cuando se comparte.» - Seohyun

En abril de 2012, fue creada la primera subunidad de Girls' Generation, nombrada como Girls' Generation-TTS, y formada por Seohyun, Taeyeon y Tiffany. El primer EP de TTS fue Twinkle, el cual tuvo mucho éxito convirtiéndose en el octavo álbum más vendido en Corea del Sur. El subgrupo también lanzó dos EP más: Holler (2014) y Dear Santa (2015). Además de contribuir con su voz a Girls' Generation y canciones de TTS, Seohyun comenzó a ser más activa en la escritura de letras. Ella coescribió las canciones «Baby Maybe» y «XYZ» (I Got a Boy, 2013), y fue acreditada como la única letrista de «Only U» (Holler, 2014) y «Dear Santa» (Dear Santa, 2015).
En 2013, la carrera de actuación de Seohyun comenzó cuando ella interpretó un pequeño papel en el drama de SBS Passionate Love. Ella interpretó a Han Yu Rim, una estudiante de veterinaria y el primer amor del personaje principal, que fallece en un accidente de coche. El director Bae Tae Sub dijo que Seohyun es «perfectamente paralela al de su papel» y «su comprensión y expresividad del personaje supera a las de una actriz novata».
Seohyun, que se describe a sí misma como alguien a quien le gusta tanto el canto como la actuación, comenzó a desarrollar interés en el teatro musical. Nombró a la actriz musical Ock Joo Hyun, quien más tarde se convirtió en su mentora, como su principal influencia. Aunque había querido estar en un musical durante mucho tiempo, rechazó ofertas de casting porque no se sentía preparada. En enero de 2014, su deseo se cumplió cuando aceptó su primer papel de actriz musical. Seohyun hizo su debut teatral en el musical Moon Embracing the Sun, que fue adaptado de la novela del mismo nombre. El musical se fija contra el contexto de un palacio tradicional coreano. Seohyun desempeñó el papel principal, Yeon Woo, la hija de una familia noble que tiene una relación amorosa tanto con el Rey como con su hermano. El musical había ganado nueve nominaciones en los 2013 Korea Musical Awards.
En enero de 2015, Seohyun interpretó el papel de Scarlett O'Hara en la versión coreana de Autant en emporte le vent, un musical francés basado en Lo que el viento se llevó. Ella recibió una revisión alentadora de su actuación. Seon Mi Gyeong de OSEN, dijo que la actuación de Seohyun no puede superar la de Bada, que compartió el mismo papel, su «voz feroz» felicitó exitosamente a una arrogante Scarlett O'Hara.
Kim Hyun Joong de Sports Chosun notó la actuación ocasional de Seohyun algo «torpe», pero la comparó con Ock Joo Hyun durante sus días de novata y dijo que «su habilidad para traer emoción a través de la canción, la más importante parte de un musical, rivalizaba con la de un actor veterano, a pesar de una corta carrera, nos mostró infinitamente diversos colores y encantos peculiares de la vida de una mujer».
De febrero a junio de 2016, Seohyun participó en la versión coreana del musical Mamma Mia!. Ella interpretó a un personaje llamado Sophie, una novia de 20 años de edad, que espera descubrir quién es su padre biológico el día de su boda. Kim Geum Yeong de CNB Journal comentó sobre la mejora de Seohyun de sus actuaciones musicales anteriores, elogiando su «actuación natural» y «lado atrevido», mientras que Park Jeong Hwan de News1 afirmó que el desempeño de Seohyun hizo que el musical fuera «más entretenido». Seohyun después obtuvo un papel secundario en la película romántica china So I Married An Anti-fan y en el drama histórico de SBS Moon Lovers: Scarlet Heart Ryeo; este último le ganó un Premio de Actuación Especial en 2016 SBS Drama Awards.

### 2017-presente: Debut en solitario

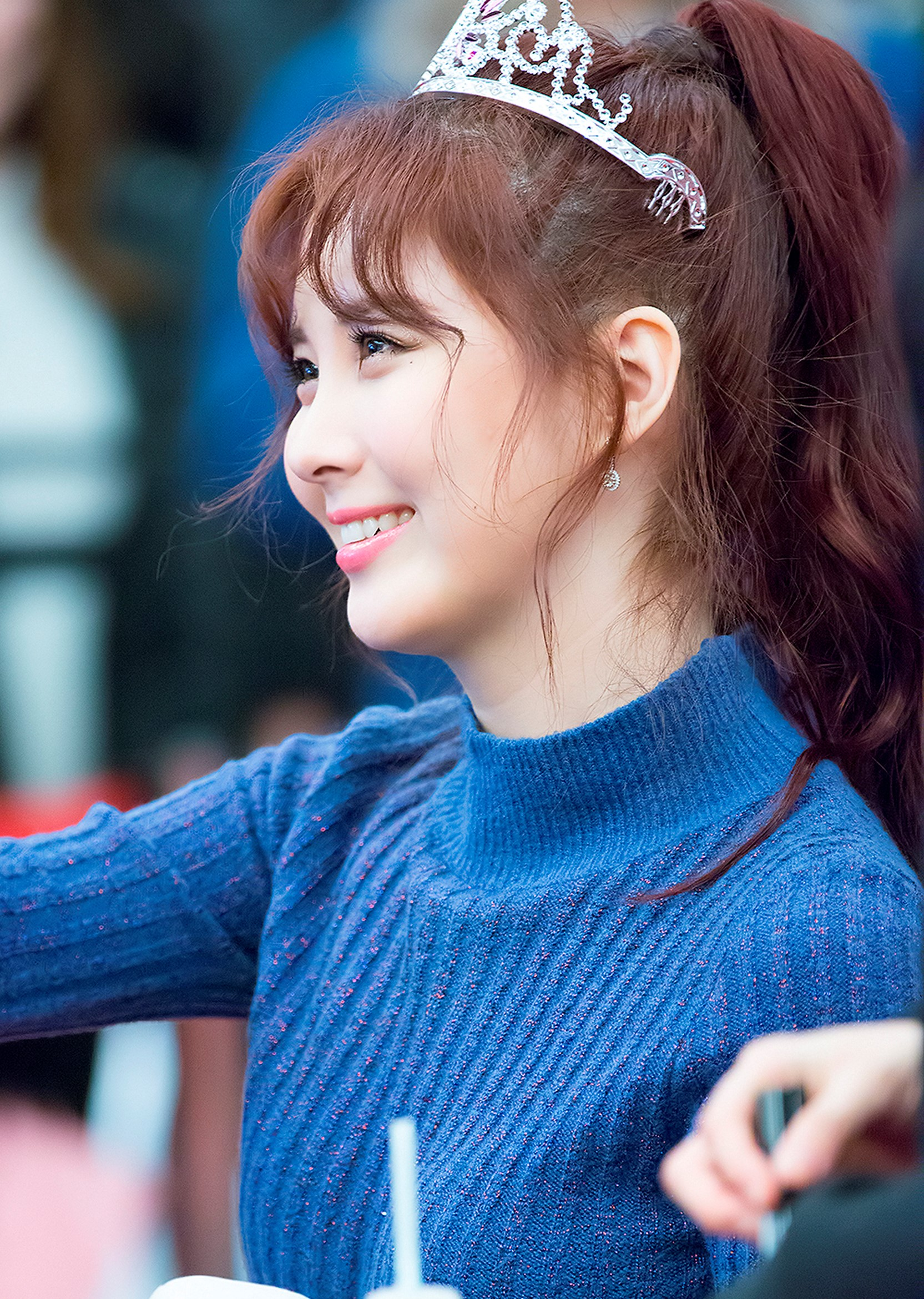
Seohyun en un evento de firmas en febrero de 2017.

En enero de 2017, Seohyun se convirtió en la tercera integrante de Girls' Generation en lanzar un álbum en solitario con su vídeo musical «Don't Say No», que fue publicado el 17 de enero. Tamar Herman de Billboard notó que el álbum presentaba una «nueva madurez» para la cantante. Don't Say No debutó en Gaon Album Chart, mientras que el sencillo del mismo nombre ganó hizo que Seohyun ganara su primer premio en M! Countdown el 27 de enero. En el mismo mes, también protagonizó como protagonista, una diseñadora de joyas llamado Lee Ruby, en el web-drama de OnStyle Ruby Ruby Love. En febrero, Seohyun comenzó a presentar su propio reality show de televisión How's It Like Living Alone, producido y transmitido por OnStyle. Ella celebró un residency show titulado Love, Still - Seohyun, parte de unos residency shows por los artistas de S.M. Entertainment, a finales de febrero. Seohyun también cantó mientras tocaba la guitarra y el piano, además de bailar. En marzo, Seohyun fue parte del drama Bad Thief, Good Thief como la protagonista femenina. El drama comenzó a transmitirse en mayo, pero solo los fines de semana.
En octubre de 2017, Seohyun dejó S.M. Entertainment (no el grupo) para concentrarse en su carrera como actriz al igual que sus compañeras Tiffany y Sooyoung.
El 17 de febrero de 2020 se unió al elenco principal del drama especial de dos partes Hello Dracula donde interpretó a An Na, una maestra de escuela primaria con un secreto pesado.
En marzo de 2021 se anunció que se había unido al elenco principal de la película de Netflix Amarrados al amor, que se estrenó el 11 de febrero de 2022. En ella interpreta el personaje de Jung Ji-woo, una empleada de relaciones públicas que descubre accidentalmente el secreto de un compañero, con el que inicia una relación. En mayo del mismo año se anunció que estaba en pláticas para unirse al elenco de la película Holy Night: Demon Hunters.
En 2022 protagonizó la serie de fantasía Jinx's Lover como Lee Seul-bi, una mujer con la habilidad especial de ver el futuro de la persona que toca. En marzo del mismo año se anunció que protagonizaría la serie Song of the Bandits, cuya emisión estaba prevista para 2023. Ambientada en los años 20 del siglo XX, en ella la actriz interpreta a Nam Hee-shin, una mujer que lucha por la independencia de Corea durante la dominación japonesa.
El 14 de mayo de 2025, Seohyun debutó con su álbum de estudio en Sony Music Korea y Columbia Records. Un día después la agencia Lead Entertainment anunció que había firmado un contrato exclusivo de representación con la actriz.

## Discografía
Álbumes de estudio
- 2025: GOLD

EP
- 2017: Don't Say No

## Filmografía

### Películas
| Año  | Título                                                   | Papel       | Notas                             | Ref    |
| ---- | -------------------------------------------------------- | ----------- | --------------------------------- | ------ |
| 2010 | Despicable Me                                            | Edith (voz) | Doblaje coreano; papel secundario | [ 12 ] |
| 2012 | I AM. – SM Town Live World Tour in Madison Square Garden | Ella misma  | Película biográfica de SM Town    | [ 52 ] |
| 2013 | Despicable Me 2                                          | Edith (voz) | Doblaje coreano; papel secundario | [ 13 ] |
| 2014 | My Brilliant Life                                        | Ella misma  | Cameo                             | [ 53 ] |
| 2015 | SMTown: The Stage                                        | Ella misma  | Documental de SM Town             | [ 54 ] |
| 2016 | So I Married An Anti-fan                                 | Irene       | Papel secundario                  | [ 35 ] |
| 2022 | Amarrados al amor                                        | Jung Ji-woo | coprotagonista                    | [ 55 ] |
| 2025 | The Holy Night: Demon Hunters                            | Sharon      |                                   | [ 51 ] |

### Series de televisión
| Año  | Título                          | Papel                                  | Cadena            | Notas        | Ref           |
| ---- | ------------------------------- | -------------------------------------- | ----------------- | ------------ | ------------- |
| 2007 | Kimcheed Radish Cubes           | Ella misma                             | MBC               | Cameo        |               |
| 2008 | Unstoppable Marriage            | Séptima Princesa Gang de Bulgwang-dong | KBS               | Cameo        |               |
| 2013 | Passionate Love                 | Han Yoo Rim                            | SBS               | Reparto      | [ 56 ]        |
| 2015 | The Producers                   | Ella misma                             | KBS               | Cameo        | [ 57 ]        |
| 2015 | Warm and Cozy                   | Hwang Yura                             | MBC               | Cameo        | [ 58 ]        |
| 2016 | Moon Lovers: Scarlet Heart Ryeo | Woo Hee                                | SBS               | Reparto      | [ 36 ]        |
| 2016 | Weightlifting Fairy Kim Bok-joo | Hwan Hee                               | MBC               | Cameo        | [ 59 ]        |
| 2017 | Ruby Ruby Love                  | Lee Ruby                               | OnStyle, Naver TV | Protagonista | [ 39 ]        |
| 2017 | Bad Thief, Good Thief           | Kang So-joo                            | MBC               | Protagonista |               |
| 2018 | Time                            | Seol Ji-hyun                           | MBC               | Protagonista |               |
| 2020 | Hello Dracula                   | An Na                                  |                   | Protagonista |               |
| 2020 | Private Life                    | Cha Joo-eun                            | JTBC              | Protagonista |               |
| 2022 | Jinx's Lover                    | Seul-bi                                | KBS2              | Protagonista | [ 47 ]        |
| 2022 | Curtain Call                    |                                        | KBS2              | Cameo        | [ 60 ] [ 61 ] |
| 2023 | Song of the Bandits             | Nam Hee-shin                           | Netflix           | Protagonista | [ 62 ] [ 63 ] |
| 2025 | La primera noche con el duque   | Cha Sun-chaek/K                        | KBS2              | Protagonista | [ 64 ] [ 65 ] |

### Programas de televisión
| Título                                    | Año              | Cadena  | Papel          | Notas                                              |
| ----------------------------------------- | ---------------- | ------- | -------------- | -------------------------------------------------- |
| We Got Married (Temporada 2)              | 2010-11          | MBC     | Elenco regular | con Yonghwa                                        |
| Show! Music Core                          | 2012-13          | MBC     | Coanfitriona   | con Taeyeon y Tiffany                              |
| Hello Counselor                           | 2011, 2012, 2014 | KBS2    | Invitada       | Ep. 46, 75, 193                                    |
| Lipstick Prince                           | 2016             | OnStyle | Invitada       | (episodio 6)                                       |
| King of Mask Singer                       | 2017             | MBC     | Concursante    | como «New Year New Bride Cackle» (episodios 95–96) |
| What's It Like Living Alone               | 2017             | OnStyle | Presentadora   |                                                    |
| Knowing Bros (Ask Us Anything)            | 2020             | JTBC    | invitada       | (ep. #247) - junto a Go Kyung-pyo                  |
| Omniscient Interfering View (The Manager) | 2022             | MBC     | invitada       | (ep. #188)                                         |

### Presentadora
| Año  | Título                    | Notas                     |
| ---- | ------------------------- | ------------------------- |
| 2020 | 56th Baeksang Arts Awards | presentadora de categoría |

## Teatro
| Título                    | Año  | Papel           | Notas           | Ref    |
| ------------------------- | ---- | --------------- | --------------- | ------ |
| Moon Embracing the Sun    | 2014 | Heo Yeon Woo    | Papel principal | [ 27 ] |
| Lo que el viento se llevó | 2015 | Scarlett O'Hara | Papel principal | [ 28 ] |
| Mamma Mia!                | 2016 | Sophie Sheridan | Papel principal | [ 31 ] |

## Premios y nominaciones
| Año  | Premio                           | Categoría                                                    | Trabajo nominado                          | Resultado | Ref    |
| ---- | -------------------------------- | ------------------------------------------------------------ | ----------------------------------------- | --------- | ------ |
| 2009 | 2009 Mnet Asian Music Awards     | Música Trot del Año                                          | «JjaRaJaJja» (compartido con Joo Hyun Mi) | Nominados | [ 10 ] |
| 2010 | South Korea Ministry of Culture  | Premio de Reconocimiento                                     | Ella misma                                | Ganadora  | [ 73 ] |
| 2010 | MBC Entertainment Awards 2010    | Pareja Más Popular                                           | YongSeo (compartido con Jung Yong Hwa)    | Ganadores | [ 74 ] |
| 2011 | Mnet 20's Choice Awards          | Hot Campus Goddess                                           | Ella misma                                | Nominada  | [ 75 ] |
| 2011 | Mnet Media Awards                | Mujer Más Linda y Magnífica                                  | Ella misma                                | Nominada  | [ 76 ] |
| 2013 | Seoul International Drama Awards | Mejor Canción de un Drama                                    | «I'll Wait for You»                       | Nominado  | [ 77 ] |
| 2016 | SBS Drama Awards                 | Premio Especial de Actuación, Actriz en un Drama de Fantasía | Moon Lovers: Scarlet Heart Ryeo           | Ganadora  | [ 37 ] |
| 2017 | MBC Drama Award                  | Mejor Nueva Actriz                                           | Bad Thief, Good Thief                     | Ganadora  | [ 78 ] |
| 2022 | 58th Baeksang Arts Award         | Mejor Nueva Actriz (Cine)                                    | Love and Leashes                          | Pendiente |        |

### Victorias en programas musicales
M! Countdown
| Año  | Fecha       | Canción        |
| ---- | ----------- | -------------- |
| 2017 | 26 de enero | «Don't Say No» |